# Albo d'oro del torneo di Wimbledon juniores
Elenco dei vincitori del Torneo di Wimbledon di tennis, nelle categorie juniores. Le categorie juniores sono: singolare maschile, singolare femminile, doppio maschile e doppio femminile. Il torneo non è stato disputato nell'anno 2020 a causa della pandemia di COVID-19.

## Albo d'oro

### Ragazzi

#### Singolare
Björn Borg, Pat Cash, Stefan Edberg e Roger Federer sono gli unici vincitori del torneo juniores capaci di aggiudicarsi anche il torneo senior.
| Anno | Vincitore                             | Finalista                             | Punteggio                             |
| ---- | ------------------------------------- | ------------------------------------- | ------------------------------------- |
| 1947 | Kurt Nielsen                          | Sven Davidson                         | 8–6, 6–1, 9–7                         |
| 1948 | Staffan Stockenberg (1)               | Dezső Vad                             | 6–0, 6–8, 5–7, 6–4, 6–2               |
| 1949 | Staffan Stockenberg (2)               | John Horn                             | 6–2, 6–1                              |
| 1950 | John Horn                             | Kamel Moberek                         | 6–0, 6–2                              |
| 1951 | Johann Kupferburger                   | Kamel Moberek                         | 8–6, 6–4                              |
| 1952 | Bobby Wilson                          | Trevor Fancutt                        | 6–3, 6–3                              |
| 1953 | Billy Knight                          | Ramanathan Krishnan                   | 7–5, 6–4                              |
| 1954 | Ramanathan Krishnan                   | Ashley Cooper                         | 6–2, 7–5                              |
| 1955 | Michael Hann                          | Jan-Erik Lundquist                    | 6-0, 11–9                             |
| 1956 | Ronald Holmberg                       | Rod Laver                             | 6–1, 6–1                              |
| 1957 | Jimmy Tattersall                      | Ivo Ribeiro                           | 6–2, 6–1                              |
| 1958 | Butch Buchholz                        | Premjit Lall                          | 6–1, 6–3                              |
| 1959 | Thomas Lejus                          | Ronald Barnes                         | 6–2, 6–4                              |
| 1960 | Rodney Mandelstam                     | Jaidip Mukerjea                       | 1–6, 8–6, 6–4                         |
| 1961 | Clark Graebner                        | Ernst Blanke                          | 6–3, 9–7                              |
| 1962 | Stanley Matthews                      | Alex Metreveli                        | 10–8, 3–6, 6–4                        |
| 1963 | Nicholas Kalogeropoulos               | Ismail El Shafei                      | 6–4, 6–3                              |
| 1964 | Ismail El Shafei                      | Vladimir Korotkov                     | 6–2, 6–3                              |
| 1965 | Vladimir Korotkov (1)                 | Georges Goven                         | 6–2, 3–6, 6–3                         |
| 1966 | Vladimir Korotkov (2)                 | Brian Fairlie                         | 6–3, 11–9                             |
| 1967 | Manuel Orantes                        | Mike Estep                            | 6–2, 6-0                              |
| 1968 | John Alexander                        | Jacques Thamin                        | 6–1, 6–2                              |
| 1969 | Byron Bertram (1)                     | John Alexander                        | 7–5, 5–7, 6–4                         |
| 1970 | Byron Bertram (2)                     | Frank Gebert                          | 6–0, 6–3                              |
| 1971 | Robert Kreiss                         | Stephen Warboys                       | 2–6, 6–4, 6–3                         |
| 1972 | Björn Borg                            | Buster Mottram                        | 6–3, 4–6, 7–5                         |
| 1973 | Billy Martin (1)                      | Colin Dowdeswell                      | 6–2, 6–4                              |
| 1974 | Billy Martin (2)                      | Ashok Amritraj                        | 6–2, 6–1                              |
| 1975 | Chris Lewis                           | Ricardo Ycaza                         | 6–1, 6–4                              |
| 1976 | Heinz Günthardt                       | Peter Elter                           | 6–4, 7–5                              |
| 1977 | Van Winitsky                          | Eliot Teltscher                       | 6–1, 1–6, 8–6                         |
| 1978 | Ivan Lendl                            | Jeff Turpin                           | 6–3, 6–4                              |
| 1979 | Ramesh Krishnan                       | David Siegler                         | 6–0, 6–2                              |
| 1980 | Thierry Tulasne                       | Hans-Dieter Beutel                    | 6–4, 3–6, 6–4                         |
| 1981 | Matt Anger                            | Pat Cash                              | 7–6(3), 7–5                           |
| 1982 | Pat Cash                              | Henrik Sundström                      | 6–4, 6(5)–7, 6–3                      |
| 1983 | Stefan Edberg                         | John Frawley                          | 6–3, 7–6(5)                           |
| 1984 | Mark Kratzmann                        | Stefan Kruger                         | 6–4, 4–6, 6–3                         |
| 1985 | Leonardo Lavalle                      | Eduardo Vélez                         | 6–4, 6–4                              |
| 1986 | Eduardo Vélez                         | Javier Sánchez                        | 6–3, 7–5                              |
| 1987 | Diego Nargiso                         | Jason R. Stoltenberg                  | 7–6(6), 6–4                           |
| 1988 | Nicolás Pereira                       | Guillaume Raoux                       | 7–6(4), 6–2                           |
| 1989 | Nicklas Kulti                         | Todd Woodbridge                       | 6–4, 6–3                              |
| 1990 | Leander Paes                          | Marcos Ondruska                       | 7–5, 2–6, 6–4                         |
| 1991 | Thomas Enqvist                        | Michael Joyce                         | 6–4, 6–3                              |
| 1992 | David Škoch                           | Brian Dunn                            | 6–4, 6–3                              |
| 1993 | Răzvan Sabău                          | Jimy Szymanski                        | 6–1, 6–3                              |
| 1994 | Scott Humphries                       | Mark Philippoussis                    | 7–6(5), 3–6, 6–4                      |
| 1995 | Olivier Mutis                         | Nicolas Kiefer                        | 6–2, 6–2                              |
| 1996 | Vladimir Volčkov                      | Ivan Ljubičić                         | 3–6, 6–2, 6–3                         |
| 1997 | Wesley Whitehouse                     | Daniel Elsner                         | 6–3, 7–6(6)                           |
| 1998 | Roger Federer                         | Irakli Labadze                        | 6–4, 6–4                              |
| 1999 | Jürgen Melzer                         | Kristian Pless                        | 7–6(7), 6–3                           |
| 2000 | Nicolas Mahut                         | Mario Ančić                           | 3–6, 6–3, 7–5                         |
| 2001 | Roman Valent                          | Gilles Müller                         | 3–6, 7–5, 6–3                         |
| 2002 | Todd Reid                             | Lamine Ouahab                         | 7–6(5), 6–4                           |
| 2003 | Florin Mergea                         | Chris Guccione                        | 6–2, 7–6(3)                           |
| 2004 | Gaël Monfils                          | Miles Kasiri                          | 7–5, 7–6(6)                           |
| 2005 | Jérémy Chardy                         | Robin Haase                           | 6–4, 6–3                              |
| 2006 | Thiemo de Bakker                      | Marcin Gawron                         | 6–2, 7–6(4)                           |
| 2007 | Donald Young                          | Uladzimir Ihnacik                     | 7–5, 6–1                              |
| 2008 | Grigor Dimitrov                       | Henri Kontinen                        | 7–5, 6–3                              |
| 2009 | Andrej Kuznecov                       | Jordan Cox                            | 4–6, 6–2, 6–2                         |
| 2010 | Márton Fucsovics                      | Benjamin Mitchell                     | 6–4, 6–4                              |
| 2011 | Luke Saville                          | Liam Broady                           | 2–6, 6–4, 6–2                         |
| 2012 | Filip Peliwo                          | Luke Saville                          | 7–5, 6–4                              |
| 2013 | Gianluigi Quinzi                      | Chung Hyeon                           | 7–5, 7–6(2)                           |
| 2014 | Noah Rubin                            | Stefan Kozlov                         | 6–4, 4–6, 6–3                         |
| 2015 | Reilly Opelka                         | Mikael Ymer                           | 7–6(5), 6–4                           |
| 2016 | Denis Shapovalov                      | Alex de Minaur                        | 4–6, 6–1, 6–3                         |
| 2017 | Alejandro Davidovich Fokina           | Axel Geller                           | 7–6(2), 6–3                           |
| 2018 | Tseng Chun-hsin                       | Jack Draper                           | 6–1, 6(2)–7, 6–4                      |
| 2019 | Shintaro Mochizuki                    | Carlos Gimeno Valero                  | 6–3, 6–2                              |
| 2020 | Annullato per pandemia di Coronavirus | Annullato per pandemia di Coronavirus | Annullato per pandemia di Coronavirus |
| 2021 | Samir Banerjee                        | Victor Lilov                          | 7–5, 6–3                              |
| 2022 | Mili Poljičak                         | Michael Zheng                         | 7–6(2), 7–6(3)                        |
| 2023 | Henry Searle                          | Yaroslav Demin                        | 6–4, 6–4                              |
| 2024 | Nicolai Budkov Kjær                   | Mees Röttgering                       | 6–3, 6–3                              |
| 2025 | Ivan Ivanov                           | Ronit Karki                           | 6–2, 6–3                              |

#### Doppio
| Anno | Vincitori                                 | Finalisti                                 | Punteggio                             |
| ---- | ----------------------------------------- | ----------------------------------------- | ------------------------------------- |
| 1982 | Pat Cash John Frawley                     | Rick Leach Joel Ross                      | 6–3, 6–4                              |
| 1983 | Mark Kratzmann Simon Youl                 | Mihnea-Ion Nastase Olli Rahnasto          | 6–4, 6–4                              |
| 1984 | Ricky Brown Robbie Weiss                  | Mark Kratzmann Jonas Svensson             | 1–6, 6–4, 11–9                        |
| 1985 | Agustín Moreno Jaime Yzaga                | Petr Korda Cyril Suk                      | 7–6(3), 6–4                           |
| 1986 | Tomás Carbonell Petr Korda                | Shane Barr Hubert Karrasch                | 6–1, 6–1                              |
| 1987 | Jason Stoltenberg (1) Todd Woodbridge (1) | Diego Nargiso Eugenio Rossi               | 6–3, 7–6(2)                           |
| 1988 | Jason Stoltenberg (2) Todd Woodbridge (2) | David Rikl Tomáš Anzari                   | 6–4, 1–6, 7–5                         |
| 1989 | Jared Palmer Jonathan Stark               | John-Laffnie de Jager Wayne Ferreira      | 7–6(4), 7–6(2)                        |
| 1990 | Sébastien Lareau Sébastien Leblanc        | Clinton Marsh Marcos Ondruska             | 7–6(5), 4–6, 6–3                      |
| 1991 | Karim Alami Greg Rusedski                 | John-Laffnie de Jager Andrij Medvedjev    | 1–6, 7–6(4), 6–4                      |
| 1992 | Steven Baldas Scott Draper                | Mahesh Bhupathi Nitin Kirtane             | 6–1, 4–6, 9–7                         |
| 1993 | Steven Downs James Greenhalgh             | Neville Godwin Gareth Williams            | 6(6)–7, 7–6(4), 7–5                   |
| 1994 | Ben Ellwood Mark Philippoussis            | Vladimír Pláteník Ricardo Schlachter      | 6–2, 6–4                              |
| 1995 | Martin Lee James Trotman                  | Alejandro Hernández Mariano Puerta        | 7–6(2), 6–4                           |
| 1996 | Daniele Bracciali Jocelyn Robichaud       | Damien Roberts Wesley Whitehouse          | 6–2, 6–4                              |
| 1997 | Luis Horna Nicolás Massú                  | Jaco van der Westhuizen Wesley Whitehouse | 6–4, 6–2                              |
| 1998 | Roger Federer Olivier Rochus              | Michaël Llodra Andy Ram                   | 3–6, 6–4, 7–5                         |
| 1999 | Guillermo Coria David Nalbandian          | Todor Enev Jarkko Nieminen                | 7–5, 6–4                              |
| 2000 | Dominique Coene Kristof Vliegen           | Andrew Banks Benjamin Riby                | 6–3, 1–6, 6–3                         |
| 2001 | Frank Dancevic Giovanni Lapentti          | Bruno Echagaray Santiago González         | 6–1, 6–4                              |
| 2002 | Florin Mergea (1) Horia Tecău (1)         | Brian Baker Rajeev Ram                    | 6–4, 4–6, 6–4                         |
| 2003 | Florin Mergea (2) Horia Tecău (2)         | Adam Feeney Chris Guccione                | 7–6(4), 7–5                           |
| 2004 | Brendan Evans Scott Oudsema               | Robin Haase Viktor Troicki                | 6–4, 6–4                              |
| 2005 | Jesse Levine Michael Shabaz               | Samuel Groth Andrew Kennaugh              | 6–4, 6–1                              |
| 2006 | Kellen Damico Nathaniel Schnugg           | Martin Kližan Andrei Martin               | 7–6(9), 6–2                           |
| 2007 | Daniel Lopez Matteo Trevisan              | Roman Jebavý Martin Kližan                | 7–6(5), 4–6, [10–8]                   |
| 2008 | Cheng Peng Hsieh Tsun-Hua Yang            | Matt Reid Bernard Tomić                   | 6–4, 2–6, [12–10]                     |
| 2009 | Pierre-Hugues Herbert Kevin Krawietz      | Julien Obry Adrien Puget                  | 6(3)–7, 6–2, [12–10]                  |
| 2010 | Liam Broady Tom Farquharson               | Lewis Burton George Morgan                | 7–6(4), 6–4                           |
| 2011 | George Morgan Mate Pavić                  | Oliver Golding Jiří Veselý                | 3–6, 6–4, 7–5                         |
| 2012 | Andrew Harris Nick Kyrgios                | Matteo Donati Pietro Licciardi            | 6–2, 6–4                              |
| 2013 | Thanasi Kokkinakis Nick Kyrgios           | Enzo Couacaud Stefano Napolitano          | 6–2, 6–3                              |
| 2014 | Orlando Luz Marcelo Zormann               | Stefan Kozlov Andrej Rublëv               | 6–4, 3–6, 8–6                         |
| 2015 | Francesco Unia Sumit Nagal                | Reilly Opelka Akira Santillan             | 7–6(4), 6–4                           |
| 2016 | Kenneth Raisma Stefanos Tsitsipas         | Félix Auger-Aliassime Denis Shapovalov    | 4–6, 6–4, 6–2                         |
| 2017 | Axel Geller Hsu Yu-hsiou                  | Jurij Rodionov Michael Vrbenský           | 6–4, 6–4                              |
| 2018 | Yankı Erel Otto Virtanen                  | Nicolás Mejía Ondřej Štyler               | 7–6(5), 6–4                           |
| 2019 | Jonáš Forejtek Jiří Lehečka               | Liam Draxl Govind Nanda                   | 7–5, 6–4                              |
| 2020 | Annullato per pandemia di Coronavirus     | Annullato per pandemia di Coronavirus     | Annullato per pandemia di Coronavirus |
| 2021 | Edas Butvilas Alejandro Manzanera Pertusa | Daniel Rincón Abedallah Shelbayh          | 6–3, 6–4                              |
| 2022 | Sebastian Gorzny Alex Michelsen           | Gabriel Debru Paul Inchauspé              | 7–6(5), 6–3                           |
| 2023 | Jakub Filip Gabriele Vulpitta             | Branko Djurić Arthur Gea                  | 6–3, 6–3                              |
| 2024 | Alexander Razeghi Max Schoenhaus          | Jan Klimas Jan Kumstat                    | 7–6(1), 6–4                           |
| 2025 | Oskari Paldanius Alan Ważny               | Oliver Bonding Jagger Leach               | 5–7, 7–6(6), [10–5]                   |

### Ragazze

#### Singolare
Ann Haydon-Jones, Karen Hantze, Martina Hingis, Amélie Mauresmo, Ashleigh Barty e Iga Świątek sono le uniche vincitrici del torneo juniores capaci di aggiudicarsi anche il torneo senior.
| Anno | Vincitrice                            | Finalista                             | Punteggio                             |
| ---- | ------------------------------------- | ------------------------------------- | ------------------------------------- |
| 1947 | Geneviève Domken                      | B. Wallen                             | 6–1, 6–4                              |
| 1948 | Olga Mišková                          | Violette Rigollet                     | 6–4, 6–2                              |
| 1949 | Christiane Mercelis                   | Sue Partridge                         | 6–4, 6–2                              |
| 1950 | Lorna Cornell (1)                     | Astrid Winther                        | 6–4, 6–1                              |
| 1951 | Lorna Cornell (2)                     | Silvana Lazzarino                     | 6–3, 6–4                              |
| 1952 | Fenny ten Bosch                       | Rita Davar                            | 5–7, 6–1, 7–5                         |
| 1953 | Dora Kilian                           | Valerie Pitt                          | 6–4, 4–6, 6–1                         |
| 1954 | Valerie Pitt                          | Colette Monnot                        | 5–7, 6–3, 6–2                         |
| 1955 | Sheila Armstrong                      | Béatrice de Chambure                  | 6–2, 6–4                              |
| 1956 | Ann Haydon                            | Ilse Buding                           | 6–3, 6–4                              |
| 1957 | Mimi Arnold                           | Rosie Reyes                           | 8–6, 6–2                              |
| 1958 | Sally Moore                           | Anna Dmitrieva                        | 6–2, 6–4                              |
| 1959 | Joan Cross                            | Doris Schuster                        | 6–1, 6–1                              |
| 1960 | Karen Hantze                          | Lynne Hutchings                       | 6–4, 6–4                              |
| 1961 | Galina Baksheeva (1)                  | Katherine Chabot                      | 6–4, 8–6                              |
| 1962 | Galina Baksheeva (2)                  | Elizabeth Terry                       | 6–4, 6–2                              |
| 1963 | Monique Salfati                       | Kaye Dening                           | 6–4, 6–1                              |
| 1964 | Peaches Bartkowicz                    | Elena Subirats                        | 6–3, 6–1                              |
| 1965 | Olga Morozova                         | Raquel Giscafré                       | 6–3, 6–3                              |
| 1966 | Birgitta Lindstrom                    | Judy Congdon                          | 7–5, 6–3                              |
| 1967 | Judith Salome                         | Maria Strandberg                      | 6–4, 6–3                              |
| 1968 | Kristy Pigeon                         | Jacques Thamin                        | 6–1, 6–2                              |
| 1969 | Kazuko Sawamatsu                      | Brenda Kirk                           | 6–1, 1–6, 7–5                         |
| 1970 | Sharon Walsh                          | Marina Krošina                        | 8–6, 6–4                              |
| 1971 | Marina Krošina                        | Susan Minford                         | 6–4, 6–4                              |
| 1972 | Ilana Kloss                           | Glynis Coles                          | 6–4, 4–6, 6–4                         |
| 1973 | Ann Kiyomura                          | Martina Navrátilová                   | 6–4, 7–5                              |
| 1974 | Mima Jaušovec                         | Mariana Simionescu                    | 7–5, 6–4                              |
| 1975 | Nataša Čmyreva (1)                    | Regina Maršíková                      | 6–4, 6–3                              |
| 1976 | Nataša Čmyreva (2)                    | Marise Kruger                         | 6–3, 2–6, 6–1                         |
| 1977 | Lea Antonoplis                        | Mareen Louie-Harper                   | 7–5, 6–1                              |
| 1978 | Tracy Austin                          | Hana Mandlíková                       | 6–0, 3–6, 6–4                         |
| 1979 | Mary Lou Daniels                      | Alycia Moulton                        | 6–1, 6–3                              |
| 1980 | Debbie Freeman                        | Susan Leo                             | 7–6, 7–5                              |
| 1981 | Zina Garrison                         | Rene Uys                              | 6–4, 3–6, 6–0                         |
| 1982 | Catherine Tanvier                     | Helena Suková                         | 6–2, 7–5                              |
| 1983 | Pascale Paradis                       | Patricia Hy                           | 6–2, 6–1                              |
| 1984 | Annabel Croft                         | Elna Reinach                          | 3–6, 6–3, 6–2                         |
| 1985 | Andrea Holíková                       | Jenny Byrne                           | 7–5, 6–1                              |
| 1986 | Nataša Zvereva (1)                    | Leila Meskhi                          | 2–6, 6–2, 9–7                         |
| 1987 | Nataša Zvereva (2)                    | Julie Halard                          | 6–4, 6–4                              |
| 1988 | Brenda Schultz                        | Emmanuelle Derly                      | 7–6(5), 6–1                           |
| 1989 | Andrea Strnadová (1)                  | Meredith Mcgrath                      | 6–2, 6–3                              |
| 1990 | Andrea Strnadová (2)                  | Kirrily Sharpe                        | 6–2, 6–4                              |
| 1991 | Barbara Rittner                       | Elena Makarova                        | 6(6)–7, 6–2, 6–3                      |
| 1992 | Chanda Rubin                          | Laurence Courtois                     | 6–2, 7–5                              |
| 1993 | Nancy Feber                           | Rita Grande                           | 7–6(3), 1–6, 6–2                      |
| 1994 | Martina Hingis                        | Jeon Mi-ra                            | 7–5, 6–4                              |
| 1995 | Aleksandra Olsza                      | Tamarine Tanasugarn                   | 7–5, 7–6(6)                           |
| 1996 | Amélie Mauresmo                       | Magüi Serna                           | 4–6, 6–3, 6–4                         |
| 1997 | Cara Black                            | Brie Rippner                          | 6–3, 7–5                              |
| 1998 | Katarina Srebotnik                    | Kim Clijsters                         | 7–6(3), 6–3                           |
| 1999 | Iroda Tulyaganova                     | Lina Krasnoruckaja                    | 7–6(3), 6–4                           |
| 2000 | María Emilia Salerni                  | Tetjana Perebyjnis                    | 6–4, 7–5                              |
| 2001 | Angelique Widjaja                     | Dinara Safina                         | 6–4 0–6, 7–5                          |
| 2002 | Vera Duševina                         | Marija Šarapova                       | 4–6, 6–2, 6–1                         |
| 2003 | Kirsten Flipkens                      | Anna Čakvetadze                       | 6–4, 3–6, 6–3                         |
| 2004 | Kateryna Bondarenko                   | Ana Ivanović                          | 6–4, 6(7)–7, 6–2                      |
| 2005 | Agnieszka Radwańska                   | Tamira Paszek                         | 6–3, 6–4                              |
| 2006 | Caroline Wozniacki                    | Magdaléna Rybáriková                  | 3–6, 6–1, 6–3                         |
| 2007 | Urszula Radwańska                     | Madison Brengle                       | 2–6, 6–3, 6-0                         |
| 2008 | Laura Robson                          | Noppawan Lertcheewakarn               | 6–3, 3–6, 6–1                         |
| 2009 | Noppawan Lertcheewakarn               | Kristina Mladenovic                   | 3–6, 6–3, 6–1                         |
| 2010 | Kristýna Plíšková                     | Sachie Ishizu                         | 6–3, 4–6, 6–4                         |
| 2011 | Ashleigh Barty                        | Irina Chromačëva                      | 7–5, 7–6(3)                           |
| 2012 | Eugenie Bouchard                      | Elina Svitolina                       | 6–2, 6–2                              |
| 2013 | Belinda Bencic                        | Taylor Townsend                       | 4–6, 6–1, 6–4                         |
| 2014 | Jeļena Ostapenko                      | Kristína Schmiedlová                  | 2–6, 6–3, 6–0                         |
| 2015 | Sof'ja Žuk                            | Anna Blinkova                         | 7–5, 6–4                              |
| 2016 | Anastasija Potapova                   | Dajana Jastrems'ka                    | 6–4, 6–3                              |
| 2017 | Claire Liu                            | Ann Li                                | 6–2, 5–7, 6–2                         |
| 2018 | Iga Świątek                           | Leonie Küng                           | 6–4, 6–2                              |
| 2019 | Daria Snigur                          | Alexa Noel                            | 6–4, 6–4                              |
| 2020 | Annullato per pandemia di Coronavirus | Annullato per pandemia di Coronavirus | Annullato per pandemia di Coronavirus |
| 2021 | Ane Mintegi del Olmo                  | Nastasja Schunk                       | 2–6, 6–4, 6–1                         |
| 2022 | Liv Hovde                             | Luca Udvardy                          | 6–3, 6–4                              |
| 2023 | Clervie Ngounoue                      | Nikola Bartůňková                     | 6–2, 6–2                              |
| 2024 | Renáta Jamrichová                     | Emerson Jones                         | 6–3, 6–4                              |
| 2025 | Mia Pohánková                         | Julieta Pareja                        | 6–3, 6–1                              |

#### Doppio
| Anno | Vincitrici                                     | Finaliste                               | Punteggio                             |
| ---- | ---------------------------------------------- | --------------------------------------- | ------------------------------------- |
| 1982 | Beth Herr Penny Barg                           | Barbara Gerken Gretchen Rush            | 6–1, 6–4                              |
| 1983 | Patty Fendick Patricia Hy                      | Carin Anderholm Helena Olsson           | 6–1, 7–5                              |
| 1984 | Caroline Kuhlman Stephanie Rehe                | Viktoria Milvidskaya Larisa Neiland     | 6–3, 5–7, 6–4                         |
| 1985 | Louise Field Janine Thompson                   | Elna Reinach Julie Richardson           | 6–1, 6–2                              |
| 1986 | Michelle Jaggard-Lai Lisa O'Neill              | Leila Meskhi Natasha Zvereva            | 7–6(3), 6(4)–7, 6–4                   |
| 1987 | Natalija Medvedjeva Nataša Zvereva             | Kim Il-soon Paulette Moreno             | 6–2, 5–7, 6–0                         |
| 1988 | Jo-Anne Faull Rachel McQuillan                 | Alexia Dechaume Emmanuelle Derly        | 4–6, 6–2, 6–3                         |
| 1989 | Jennifer Capriati Meredith McGrath             | Andrea Strnadová Eva Švíglerová         | 6–4, 6–2                              |
| 1990 | Karina Habšudová Andrea Strnadová              | Nicole Pratt Kirrily Sharpe             | 6–3, 6–2                              |
| 1991 | Catherine Barclay Limor Zaltz                  | Joanne Limmer Angie Woolcock            | 6–4, 6–4                              |
| 1992 | Maija Avotins Lisa McShea                      | Pam Nelson Julie Steven                 | 2–6, 6–4, 6–3                         |
| 1993 | Laurence Courtois Nancy Feber                  | Hiroko Mochizuki Yuka Yoshida           | 6–3, 6–4                              |
| 1994 | Esme DeVilliers Elizabeth Jelfs                | Corina Morariu Ludmila Varmužová        | 6–3, 6–4                              |
| 1995 | Cara Black Aleksandra Olsza                    | Trudi Musgrave Jodi Richardson          | 6–0, 7–6(5)                           |
| 1996 | Vol'ha Barabanščikava Amélie Mauresmo          | Lilia Osterloh Samantha Reeves          | 5–7, 6–3, 6–1                         |
| 1997 | Cara Black Irina Seljutina                     | Maja Matevžič Katarina Srebotnik        | 3–6, 7–5, 6–3                         |
| 1998 | Eva Dyrberg Jelena Kostanić Tošić              | Petra Rampre Iroda Tulyaganova          | 6–2, 7–6(5)                           |
| 1999 | Dája Bedáňová María Salerni                    | Tatiana Perebiynis Iroda Tulyaganova    | 6–1, 2–6, 6–2                         |
| 2000 | Ioana Gaspar Tetjana Perebyjnis                | Dája Bedáňová María Emilia Salerni      | 7–6(2), 6–3                           |
| 2001 | Gisela Dulko Ashley Harkleroad                 | Christina Horiatopoulos Bethanie Mattek | 6–3, 6–1                              |
| 2002 | Elke Clijsters Barbora Záhlavová-Strýcová      | Ally Baker Anna-Lena Grönefeld          | 6–4, 5–7, 8–6                         |
| 2003 | Alisa Klejbanova Sania Mirza                   | Kateřina Böhmová Michaëlla Krajicek     | 2–6, 6–3, 6–2                         |
| 2004 | Viktoryja Azaranka (1) Vol'ha Havarcova        | Marina Eraković Monica Niculescu        | 6–4, 3–6, 6–4                         |
| 2005 | Viktoryja Azaranka (2) Ágnes Szávay            | Marina Eraković Monica Niculescu        | 6(5)–7, 6–2, 6–0                      |
| 2006 | Anastasija Pavljučenkova (1) Alisa Klejbanova  | Krystyna Antonijčuk Alexandra Dulgheru  | 6–1, 6–2                              |
| 2007 | Anastasija Pavljučenkova (2) Urszula Radwańska | Misaki Doi Kurumi Nara                  | 6–4, 2–6, [10–8]                      |
| 2008 | Polona Hercog Jessica Moore                    | Isabella Holland Sally Peers            | 6–3, 1–6, 6–2                         |
| 2009 | Noppawan Lertcheewakarn Sally Peers            | Kristina Mladenovic Silvia Njirić       | 6–1, 6–1                              |
| 2010 | Tímea Babos Sloane Stephens                    | Irina Chromačëva Elina Svitolina        | 6(7)–7, 6–2, 6–2                      |
| 2011 | Eugenie Bouchard (1) Grace Min                 | Demi Schuurs Tang Haochen               | 5–7, 6–2, 7–5                         |
| 2012 | Eugenie Bouchard (2) Taylor Townsend           | Belinda Bencic Ana Konjuh               | 6–4, 6–3                              |
| 2013 | Barbora Krejčíková Kateřina Siniaková          | Anhelina Kalinina Iryna Šymanovič       | 6–3, 6–1                              |
| 2014 | Tami Grende Ye Qiuyu                           | Marie Bouzková Dalma Gálfi              | 6–2, 7–6(5)                           |
| 2015 | Dalma Gálfi Fanny Stollár                      | Vera Lapko Tereza Mihalikova            | 6–3, 6–2                              |
| 2016 | Usue Maitane Arconada Claire Liu               | Mariam Bolkvadze Caty McNally           | 6–2, 6–3                              |
| 2017 | Olga Danilović Kaja Juvan                      | Caty McNally Whitney Osuigwe            | 6–4, 6–3                              |
| 2018 | Wang Xinyu Wang Xiyu                           | Caty McNally Whitney Osuigwe            | 6–2, 6–1                              |
| 2019 | Savannah Broadus Abigail Forbes                | Kamilla Bartone Oksana Selekhmeteva     | 7–5, 5–7, 6–2                         |
| 2020 | Annullato per pandemia di Coronavirus          | Annullato per pandemia di Coronavirus   | Annullato per pandemia di Coronavirus |
| 2021 | Kristina Dmitruk Diana Shnaider                | Sofia Costoulas Laura Hietaranta        | 6–1, 6–2                              |
| 2022 | Rose Marie Nijkamp Kenya Angella Okutoyi       | Kayla Cross Victoria Mboko              | 3–6, 6–4, [11–9]                      |
| 2023 | Alena Kovacková Laura Samsonová                | Hannah Klugman Isabelle Lacy            | 6–4, 7–5                              |
| 2024 | Tyra Caterina Grant Iva Jovic                  | Mika Stojsavljevic Mingge Xu            | 7–5, 4–6, [10–8]                      |
| 2025 | Kristina Penickova Vendula Valdmannová         | Thea Frodin Julieta Pareja              | 6–4, 6–2                              |